# 마벨러스 (기업)
주식회사 마벨러스는 일본의 비디오 게임 개발사 및 배급사이자 아니메 제작사이다. 2011년 10월 1일, 세 회사 마벨러스 엔터테인먼트, AQ 인터랙티브와 라이브웨어가 인수 합병해 설립됐다.

## 자회사
- 엔터스피어
- 마벨러스 유럽
- 엑시드 게임스
- 아트랜드
- 링크씽크
- Honey∞Parade 게임스
- 하카마
- 마벨러스 퍼스트 스튜디오

## 비디오 게임

### 닌텐도 3DS
- 룬 팩토리 4
- 섬란 카구라 -소녀들의 진영-
- 목장이야기
- 목장이야기: 세 마을의 소중한 친구들
- 몬스터 헌터 스토리즈

### Wii
- 포춘 스트리트
- 목장이야기: 와쿠와쿠 애니멀 마치
- 발할라 나이츠 엘더 사가

### 닌텐도 스위치
- 섬란 카구라 -소녀들의 진영-
- 룬 팩토리 4 스페셜
- 노 모어 히어로즈
- 룬 팩토리 5
- 목장이야기: 미네랄 타운의 동료들
- 몬스터 헌터 스토리즈 2: 파멸의 날개
- 패션 드리머

### 플레이스테이션 포터블
- Fate/EXTRA

### 플레이스테이션 4
- 룬 팩토리 4 스페셜

### 엑스박스 원
- 목장이야기: 미네랄 타운의 동료들
- 룬 팩토리 4 스페셜

### 마이크로소프트 윈도우
- 스컬걸즈
- 목장이야기: 미네랄 타운의 동료들
- 노 모어 히어로즈

## 애니메이션
- 고양이신 팔백만
- 건슬링거 걸
- 인류는 쇠퇴했습니다
- 테니스의 왕자
- 프린세스 츄츄
- 프리즘 아크
- 섬란 카구라 -소녀들의 진영-
- 도쿄 구울
- 우리들에게 날개는 없다
- 일곱 개의 대죄 (만화)

## 참조

### 내용주
1. ↑  일본어: 株式会社マーベラス, 영어: Marvelous Inc.